# Kłuhyno-Baszkyriwka
Kłuhyno-Baszkyriwka (ukr. Клугино-Башкирівка) – wieś na Ukrainie, w obwodzie charkowskim, w rejonie czuhujewskim, w hromadzie Czuhujew. W 2001 liczyła 738 mieszkańców, spośród których 190 wskazało jako ojczysty język ukraiński, 537 rosyjski, 9 ormiański, 1 niemiecki, a 1 inny.